# بورجو بیریجیک
بورجو بیریجیک یتکین (به ترکی استانبولی: Burcu Biricik Yetkin؛ زادهٔ ۴ مهٔ ۱۹۸۹) بازیگر اهل کشور ترکیه است. وی فارغ‌التحصیل رشته باستان‌شناسی از دانشگاه اژه است و از سال ۲۰۱۶ با امره یتکین ازدواج کرده‌است. امره یتکین، عکاس و مدل ترکیه‌ای است که در تاریخ ۳ سپتامبر ۱۹۸۱ در ترکیه زاده شده است. او یک عکاس حرفه‌ای است که به دلیل تمرکز بر روی محتوای سفر و مستند سازی از فرهنگ‌های مختلف در سراسر جهان،در بیش از ۳۰ کشور، شناخته شده است.

## سال‌های نخستین زندگی
او در ۴ مه ۱۹۸۹ در المالی زاده شد. او از تبار یوروک است که یک زیرگروه قومی ترک است. در سال ۲۰۰۶ به‌عنوان ملکه مدیترانه مسابقه زیبایی آنتالیا برگزیده شد؛ و شروع به کار حرفه‌ای خود را با شرکت در کارآموزی تئاتر شهری شهر بورنوا آغاز کرد. بورجو با بازی در نقش کبری در سریال شرافت (به ترکی استانبولی: Şeref Meselesi) شناخته شد. وی در سریال‌هایی از جمله ماکسیرا یا ترانهٔ زندگی (به ترکی: hayat sarkisi) ایفای نقش کرده‌است. به علاوه او در سال ۲۰۱۹ به‌همراه باریش آردوچ در سریال کلاغ (Kuzgun) ایفای نقش کرده‌است. همچنین او در سریال دختر پشت پنجره (Camdaki Kiz) به‌همراه فیاض شریف اوغلو بازی کرده‌است و جایزه بهترین بازیگر زن سریال درام سال را از سوی انجمن روزنامه‌نگاران دریافت کرده‌است.